# Antho spinulosa
Antho spinulosa är en svampdjursart som först beskrevs av Tanita 1968.  Antho spinulosa ingår i släktet Antho och familjen Microcionidae. Inga underarter finns listade i Catalogue of Life.